# Веташі
Веташі (рум. Vătași) — село у повіті Телеорман в Румунії. Входить до складу комуни Поєнь.
Село розташоване на відстані 58 км на захід від Бухареста, 52 км на північ від Александрії, 123 км на схід від Крайови, 136 км на південь від Брашова.

## Населення
За даними перепису населення 2002 року у селі проживали 460 осіб, усі — румуни. Усі жителі села рідною мовою назвали румунську.